# Mezihostitel

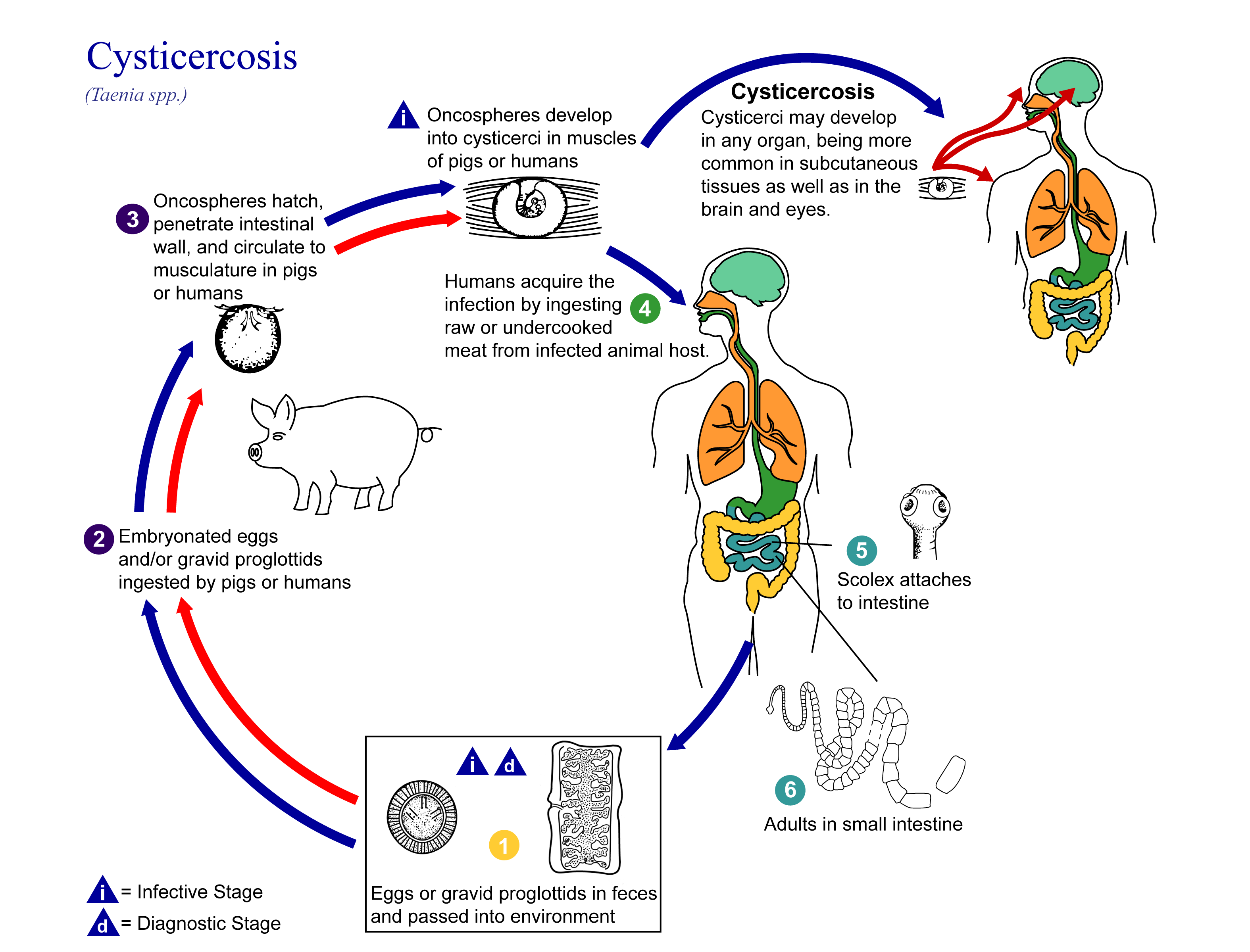
Životní cyklus tasemnice dlouhočlenné. V tomto případě je mezihostitelem prase domácí nebo prase divoké.

Mezihostitel je organismus, ve kterém dochází k nepohlavnímu rozmnožování parazita nebo ve kterém se vyvíjejí jednotlivá larvální stadia. Mezihostitelem jsou většinou bezobratlí živočichové, ale mohou jimi být i obratlovci včetně člověka.